# Campionati europei di pentathlon moderno 1998
I campionati europei di pentathlon moderno 1998 si sono svolti a Uppsala, in Svezia, dove si sono disputate le gare maschili individuali ed a squadre, ed a Varsavia, in Polonia, dove si sono disputate le gare femminili individuali ed a squadre.

## Risultati

### Maschili
| Evento              | Oro                                                         | Argento                                                             | Bronzo                                                   |
| Individuale         | Sébastien Deleigne                                          | Libor Capalini                                                      | Edvinas Krungolcas                                       |
| A squadre           | Francia Sébastien Deleigne Frédéric Clercq Olivier Clergeau | Ungheria Péter Sárfalvi Gábor Balogh Ákos Hanzély                   | Bielorussia Pavel Doŭhal' Andrej Smirnov Aleksandr Bysov |
| Staffetta a squadre | Francia Olivier Clergeau Frédéric Clercq Sébastien Deleigne | Lituania Edvinas Krungolcas Eugenius Senuita Andrejus Zadneprovskis | Rep. Ceca Zbyněk Ambrož Libor Capalini Tomáš Janko       |

### Femminili
| Evento              | Oro                                                        | Argento                                              | Bronzo                                                      |
| Individuale         | Paulina Boenisz                                            | Iwona Kowalewska                                     | Fabiana Fares                                               |
| A squadre           | Italia Federica Foghetti Claudia Cerutti Fabiana Fares     | Polonia Iwona Kowalewska Anna Sulima Dorota Idzi     | Russia Elizaveta Suvorova Tat'jana Muratova Marina Kolonina |
| Staffetta a squadre | Bielorussia Zhanna Shubenok Anna Vnukova Galina Bashlakova | Germania Kim Raisner Thora Meyer-Efland Elena Reiche | Polonia Iwona Kowalewska Paulina Boenisz Anna Sulima        |

## Medagliere
| Posizione | Paese       |   |   |   | Totale |
| --------- | ----------- | - | - | - | ------ |
| 1         | Francia     | 3 | 0 | 0 | 3      |
| 2         | Polonia     | 1 | 2 | 1 | 4      |
| 3         | Bielorussia | 1 | 0 | 1 | 2      |
| 3         | Italia      | 1 | 0 | 1 | 2      |
| 5         | Rep. Ceca   | 0 | 1 | 1 | 2      |
| 5         | Lituania    | 0 | 1 | 1 | 2      |
| 7         | Germania    | 0 | 1 | 0 | 1      |
| 7         | Ungheria    | 0 | 1 | 0 | 1      |
| 9         | Russia      | 0 | 0 | 1 | 1      |
| Totale    | Totale      | 6 | 6 | 6 | 18     |